# 鞍埼灯台
鞍埼灯台（くらさきとうだい）は、宮崎県日南市南郷町、日向灘に浮かぶ大島の南端、鞍崎鼻の小高い丘に立つコンクリート造の灯台。国の重要文化財に指定申されている。
日本に設置された洋式灯台としては49番目で日本最古のコンクリート造、かつ無筋コンクリート造で灯塔部が12角形という珍しい灯台。歴史的文化財的価値が高いAランクの保存灯台である。

## 年表
- 1883年（明治16年）9月17日に着工。
- 1884年（明治17年）8月15日に石油灯で初点灯。
- 1945年（昭和20年）3月18日から同年7月30日にかけて、のべ6回の空襲により破壊。
- 1945年（昭和20年）10月21日に仮点灯。
- 1951年（昭和26年）5月1日に3等レンズにより本復旧。
- 1965年（昭和40年）に電化、無人化。
- 2019年（平成31年）3月29日、国の登録有形文化財に登録。
- 2024年（令和6年）12月9日、国の重要文化財に指定。